# 디크먼 스트리트역 (IRT 브로드웨이-7번로선)
디크먼 스트리트(영어: Dyckman Street)역은 뉴욕 지하철의 IRT 브로드웨이-7번로선에 있는 역이다. 맨해튼 인우드의 디크먼가(Dyckman Street)와 네이글 애비뉴(Nagle Avenue) 교차로 인근에 위치하며 전시간 1 열차가 운행한다.

## 역사

### 공사 및 개장
첫 번째 지하철의 웨스트 사이드 분기에는 168번가, 181번가, 191번가역이 아직 완공되지 않았기 때문에, 1906년 3월 12일, 디크먼 스트리트에 첫 번째 역이 개설된 가운데 북쪽으로 221번가와 브로드웨이의 임시 종점까지 연장되었다. 이 연장은 급행 열차가 221번가로 운행되기 시작한 1906년 5월 30일까지 157번가와 221번가 사이를 운행하는 셔틀 열차로 운행하였다.

### 역 개조
1948년에 103번가에서 238번가까지 IRT 브로드웨이-7번로 선 승강장이 514 피트 (157 m)로 연장되어 10량 급행열차가 이 역에 정차할 수 있게 되었다. 이전에는, 그 역에는 6량짜리 완행열차만 정차할 수 있었다. 승강장 증축은 단계적으로 이루어졌다. 1948년 4월 6일, 125번가역을 제외한 103번가-디크몬 스트리트간 승강장 확장이 시작되었다.
2014년 2월, 지속적인 재활의 일환으로 MTA는 거리층에서 대합실까지 경사로를 건설하고 남행 승강장과 대합실을 연결하는 엘리베이터를 개통했다. 당초 역 개보수에서 계획되지 않았던 엘리베이터는 연합척추협회의 소송으로 인해 건설되었다. 이 엘리베이터는 "기계실 없는" 설계로 뉴욕 지하철에 설치된 최초의 엘리베이터이다. 개보수에는 터널 복구, 승강장 재배치 및 복구, 주철 조명설비 신설 등도 포함되었다.
이 역은 북행쪽이 먼저 개조된 후에 소송이 이루어졌기 때문에 장애인들이 접근할 수 없는 역이고, 어떤 경우에도 이 지역의 지형으로 인해 엘리베이터를 북행 승강장에 추가하는 비용이 엄청나게 많이 들었다. 북행 승강장 장애인 시설은 MTA의 "Fast Forward" 프로그램의 일환으로 2019년 2월에 제안되었다.

## 역 구조
| P 승강장층 | 상대식 승강장 | 상대식 승강장                                        |
| P 승강장층 | 북행          | ← 242번가 방면 (207번가) → (운행 없음: 242번가)      |
| P 승강장층 | 남행          | → 사우스 페리 방면 (191번가) →                       |
| P 승강장층 | 상대식 승강장 |                                                      |
| G          | 거리층        | 역사, 출구, 운임 구역 틀:NYCS Platform Layout access |

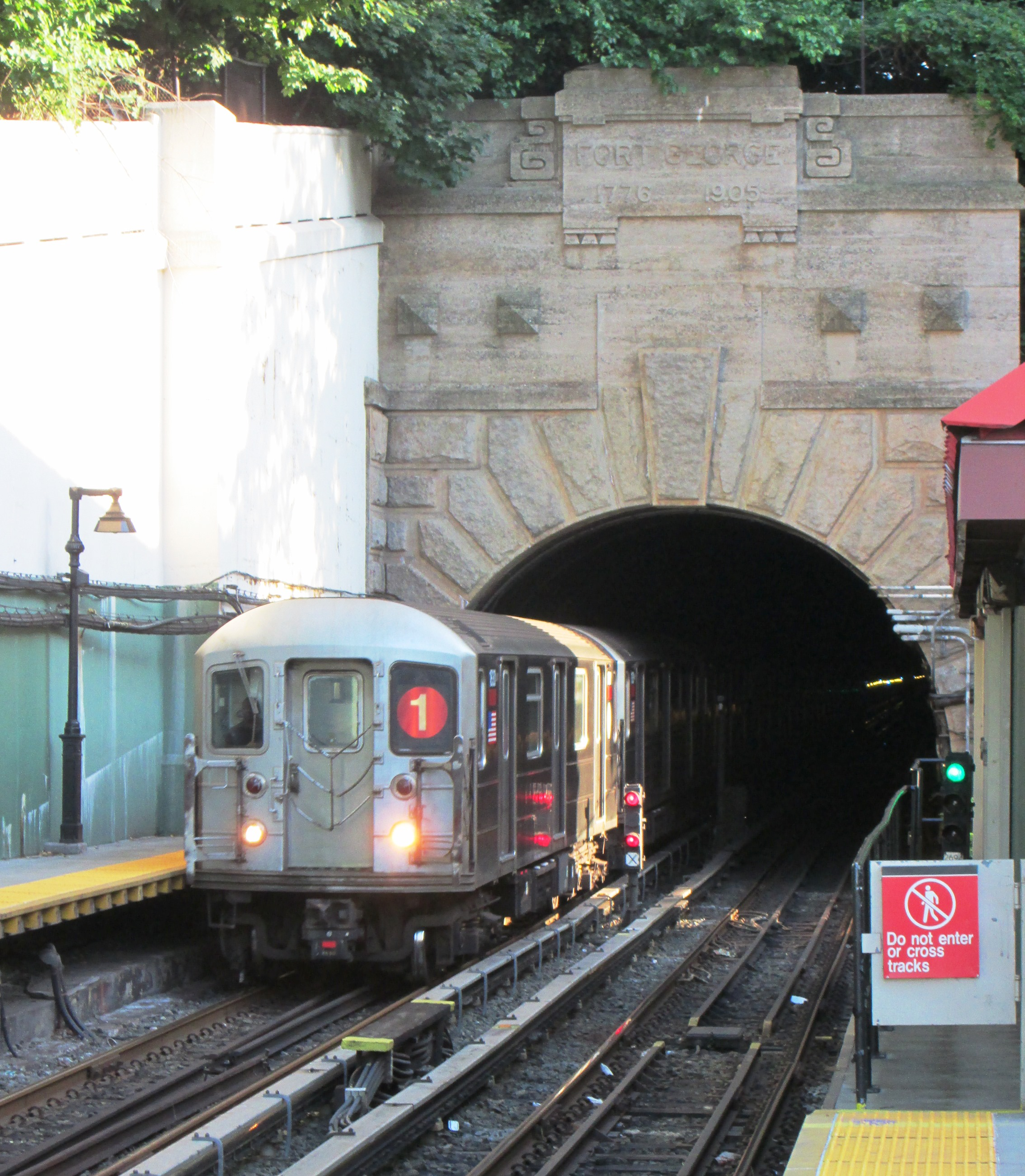
역 남쪽 끝의 터널 입구

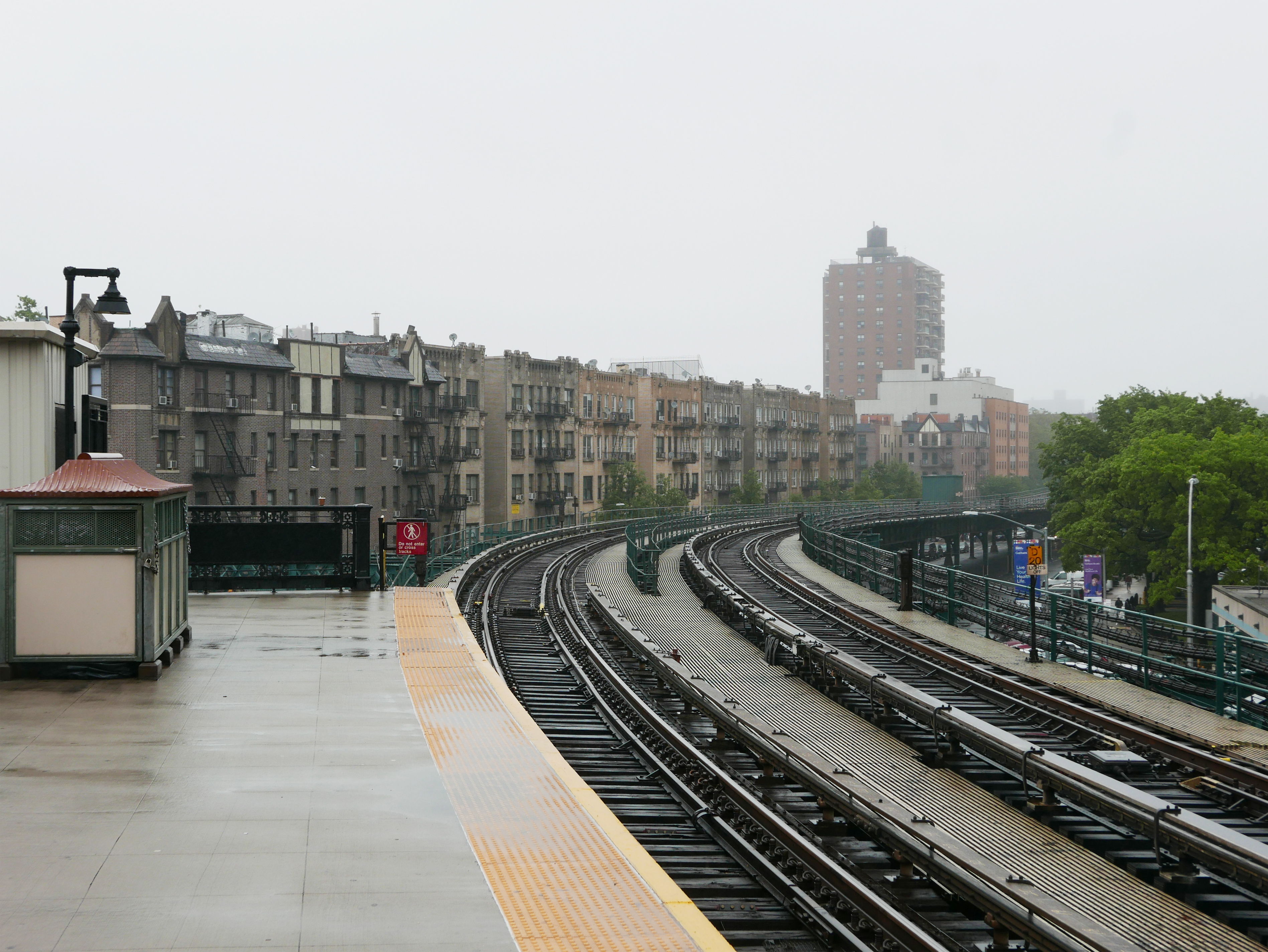
역 북쪽 끝 고가화 구간

이 역은 지면과 반지하에 위치하며, 2개의 승강장과 2개의 선로가 있다. 역 남쪽은 지상 평면에 위치한다. 워싱턴 헤이츠 마인 터널(Washington Heights Mine Tunnel)의 북쪽 통로에 위치해 있으며, 이 터널은 IRT 브로드웨이-7번로 선을 통해 맨해튼의 세븐스 애비뉴 라인을 통해 맨해튼 편암을 통과한다. 역 북쪽에 위치한 어퍼 맨해튼의 지형은 갑자기 낮아지고 노선은 밴코틀랜드 파크-242번가역으로 올라간다.
두 승강장 모두 중앙에 베이지색 앞유리와 녹색 프레임과 윤곽이 있는 빨간색 캐노피가 있다. 허리높이의 강철 펜스는 양쪽을 따라 뻗어있다. 사우스 페리행 승강장은 242번가행 승강장보다 북쪽으로 더 경사져 있어 상쇄된다. 각 승강장에는 2개의 "DYCKMAN ST" 모자이크 역명판이 있다.
이 역은 브로드웨이-7번로 선 고가역에서 두 개의 선로만을 가진 두 개의 역 중 하나이다.(다른 하나는 242번가 역). 현재 영업 운행에 사용되지 않는 가운데 급행 선로는 이 역의 바로 북쪽에서 생겨나 242번가 바로 남쪽으로 직행한다. 측선은 역의 남쪽에 위치했지만, 승강장이 확장되면서 철거되었다.
이 역은 인근의 변전소 17(Substation 17)과 마찬가지로 미국 국립사적지에 등재되어 있다.
1991년 대기실의 예술 작품은 워포 홀럽(Wopo Holup)의 "Flight"이다. 이 작품은 날고 있는 새들을 묘사한 세라믹 구조 타일을 특징으로 한다.

### 출구
역의 유일한 출구는 네이글 애비뉴, 디크먼가, 힐사이드 애비뉴의 남쪽 모퉁이에 있는 고가역사에 있다. 거리에서 역사까지 경사로와 계단으로 연결된다. 여기에는 개찰구 뱅크, 토큰 부스, 각 승강장과 연결되는 두 개의 계단이 있고, 남행 승강장과 연결되는 엘리베이터가 있다.남행 엘리베이터는 힐사이드 애비뉴와 세인트 니콜라스 애비뉴(St. Nicholas Avenue), 포트 조지 힐(Fort George Hill)의 남서쪽 모퉁이에 위치해 있으며, 역사로 연결된 경사로를 통해 들어갈 수 있다.

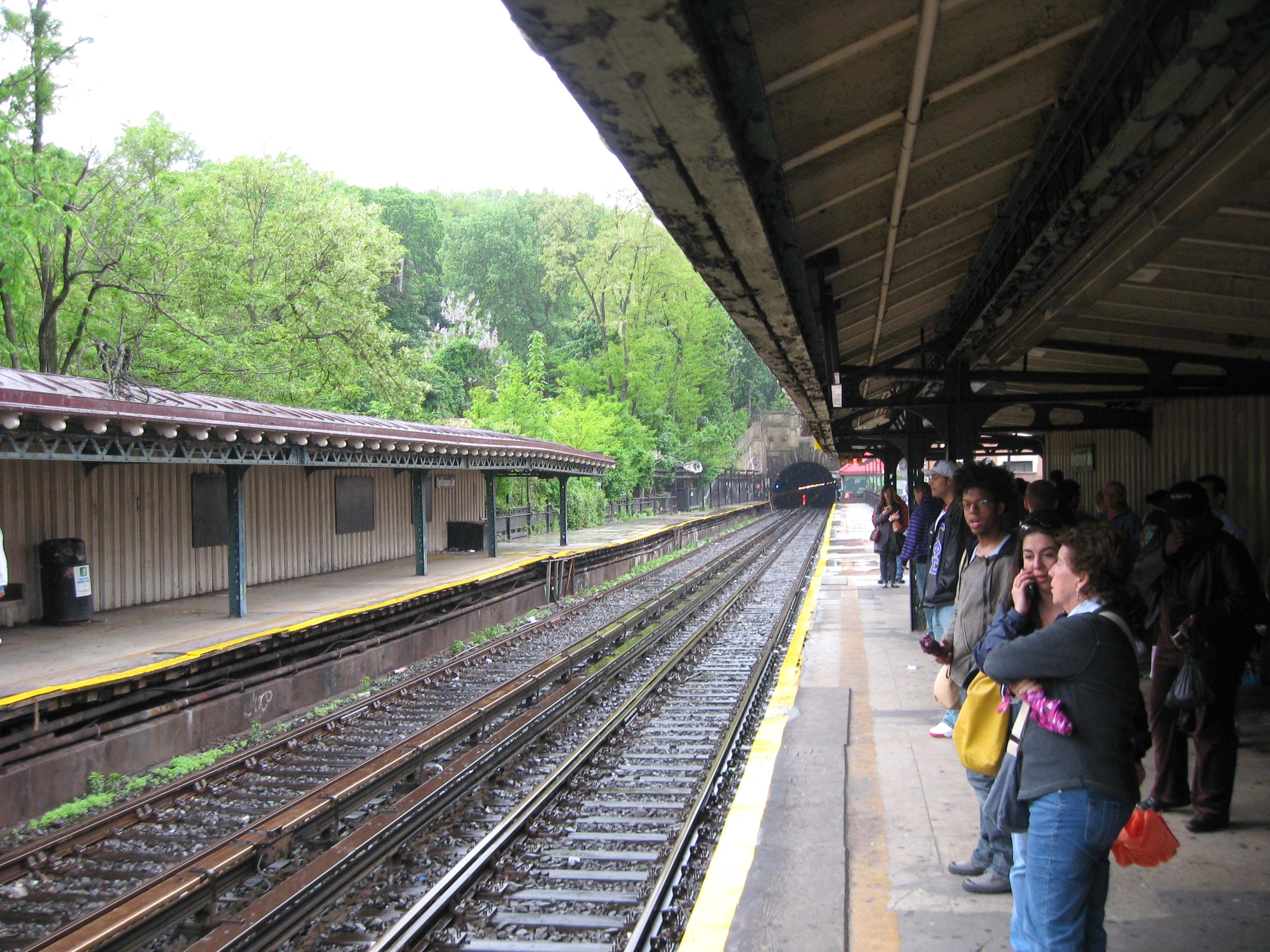
개조전의 승강장
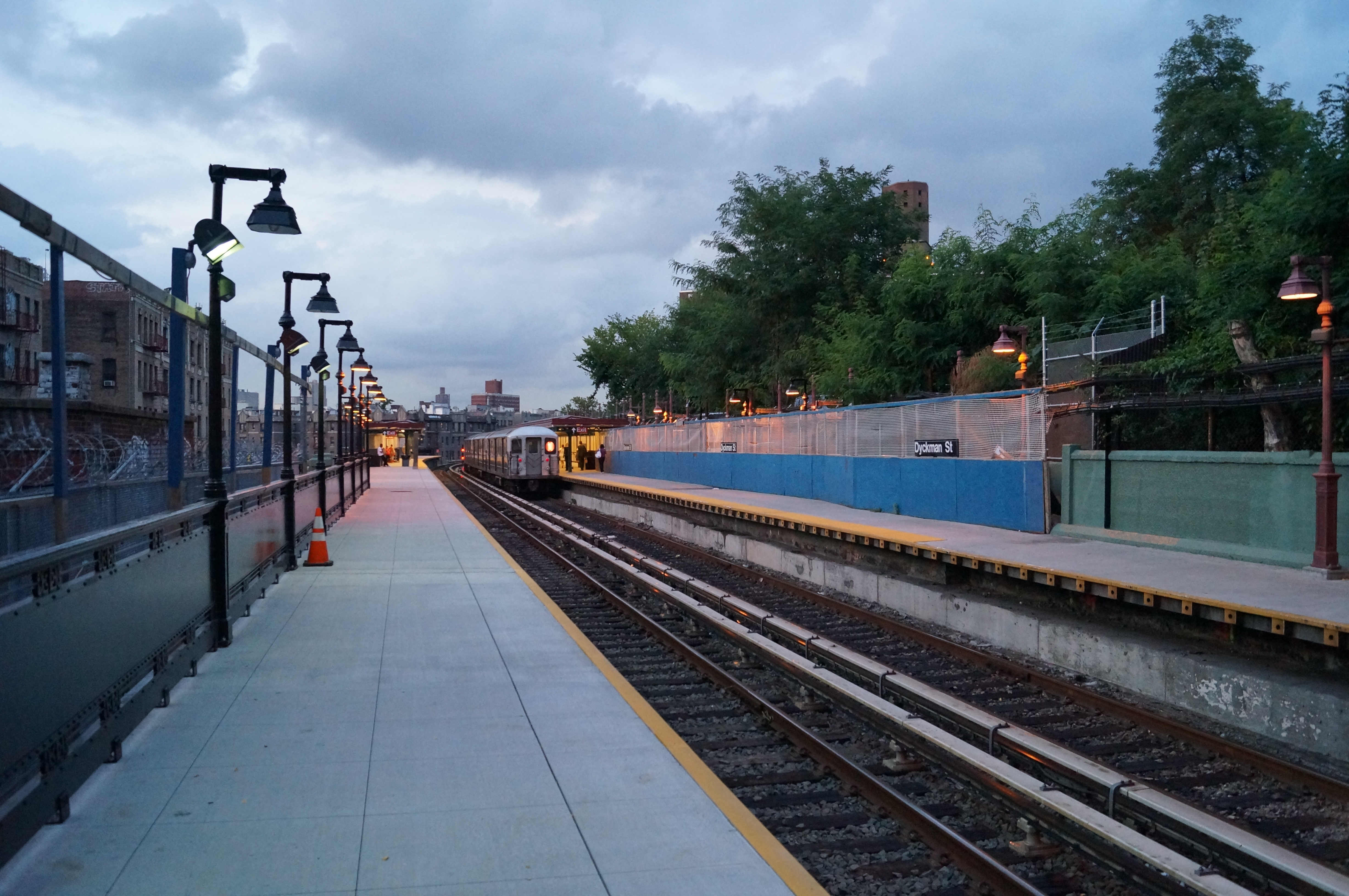
개조중인 승강장
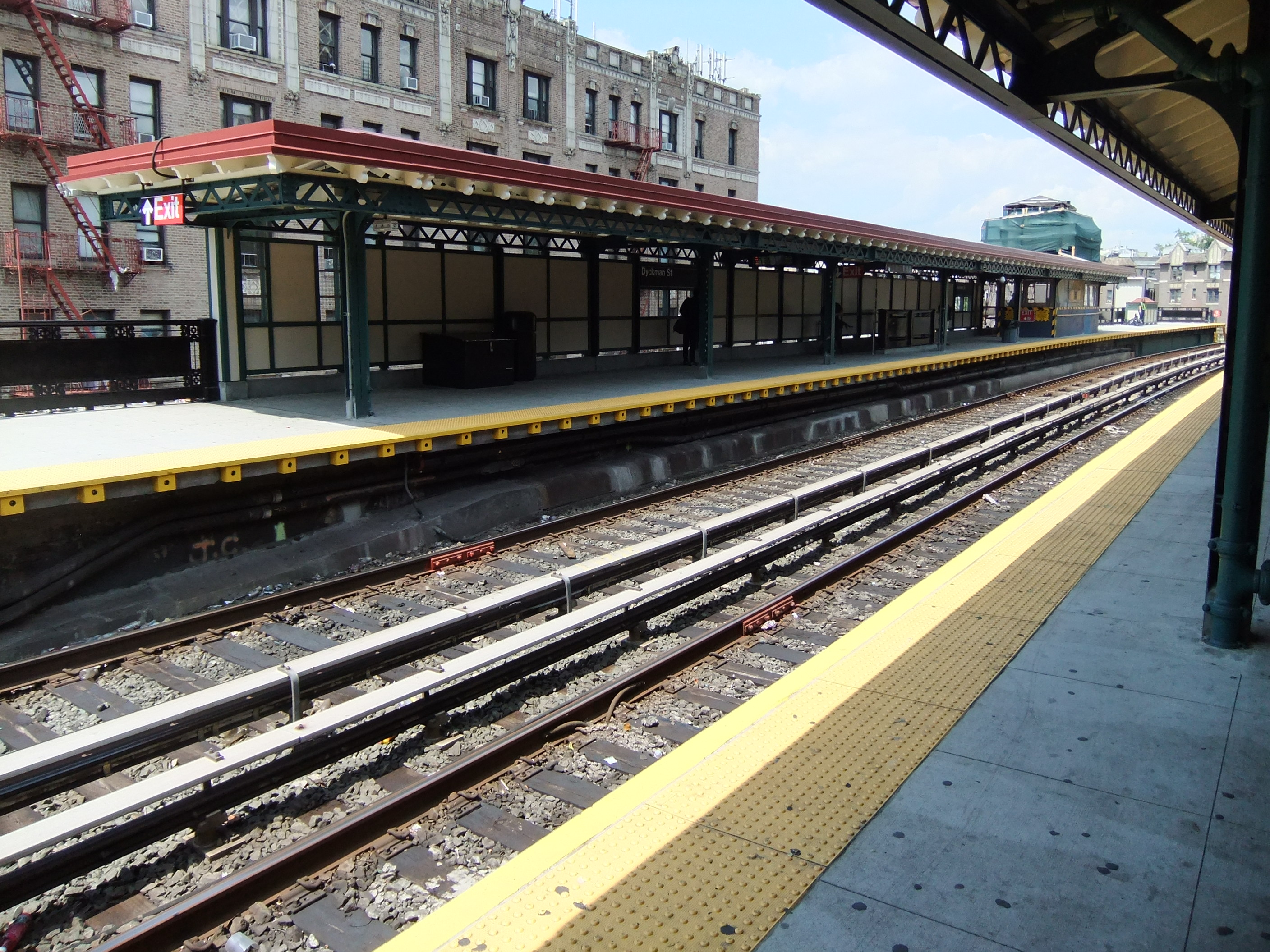
개조후의 승강장